# Flavius Abinnaeus
Flavius Abinnaeus (en grec Abinnaïos) est un officier de cavalerie dans l'armée romaine du IVe siècle, qui fit toute sa carrière en Égypte (et au Soudan). 
Sa vie est connue par la découverte à la fin du XIXe siècle de ses archives personnelles sur papyrus.

## Biographie

### Famille
Probablement né vers 286, Abinnaeus est vraisemblablement chrétien. On peut le supposer d’après le ton d’une lettre que lui adresse Kaor, prêtre chrétien de la ville voisine d’Hermopolis (document 32), qui l’appelle « Seigneur et très cher frère ». Aucun dieu païen n’est mentionné dans ses archives, où l’on trouve mentionné « Dieu » à de nombreuses reprises.
Sa famille n’était pas particulièrement riche, mais Abinnaeus possédait une maison à Alexandrie, qu’il avait mise en location. Il est marié et père de deux, peut-être de trois enfants. Son épouse s’appelle Nonna dite Polyetion, une citoyenne d’Alexandrie. Elle venait semble-t-il du même milieu social que lui, avait de son côté du bien à Alexandrie ainsi que dans la petite ville de Philadelphie dans le Fayoum, où la famille prendra sa retraite. Ils ont au moins deux fils, Constantius et Domnus, peut-être davantage car Nonna possède le jus trium liberorum (statut de mère de trois enfants). La famille ont des esclaves, puisqu’on a retrouvé des actes de vente d’esclaves à Nonna. On connaît au moins leur esclave domestique Palas. Abinnaeus dispose en outre d’un soldat affecté à son service, un certain Syrus.

### Carrière
Il entre dans l'armée après 305 et sert trente-trois ans à la vexillation des Parthusagittarii (archers parthes) basée en Haute-Égypte à Diospolis (Louxor). Il atteint les grades de protector puis de ducénaire, sans commandement effectif. En 337-338 il est désigné par le comte du limes Senecion pour accompagner avec lui une délégation du peuple des Blemmyes auprès de l'empereur Constance II à Constantinople. 
À Constantinople, il est admis à la cérémonie de l'Adoration de la Pourpre (présentation à l’empereur), ce qui était une promotion. 
Il reçoit alors la mission de raccompagner les délégués des Blemmyes chez eux et d'y demeurer. Il reste trois ans à représenter l'Empire auprès des Blemmyes, jusqu'en 340-341. 
Il lève ensuite en Thébaïde (province de Haute-Égypte, autour de Louxor) un corps de recrues qu'il conduit en 341 à Hiérapolis, en Cilicie ou en Syrie, auprès de l'empereur Constance II qui y concentrait des troupes en prévision de la guerre contre les Perses de Chapour II. 
L'empereur lui accorde un congé (ce qui le dispensait de participer à la campagne contre les Perses) et une promotion. Il est nommé par « lettre sacrée » (c'est-à-dire brevet impérial) praefectus (préfet) de l'Ala V Praelectorum (cinquième aile d'élite) basée à Dionysias (Qasr Qarun) dans la province d'Égypte. 
Abinnaeus se présente au comte Valacius, son nouveau supérieur, mais doit batailler ferme pour obtenir effectivement son nouveau commandement. Le bureau du comte lui répond dans un premier temps que le poste n'était pas vacant car d'autres officiers l'avaient déjà obtenu par des lettres semblables. Abinnaeus s'adresse donc aux services de l'empereur, pour faire valoir le fait que sa nomination directe par l'empereur était prioritaire par rapport à des nominations obtenues sur recommandation de « patrons ». La démarche est couronnée de succès.
À partir de 342, Abinnaeus commande donc comme préfet l'Ala V Praelectorum. Il s'agissait d'une petite unité de cavalerie, dont on ignore l'effectif précis (une centaine d'hommes ?) installée dans le fort de Dionysias (Qasr Qarun). 
Sans doute sous la pression d'autres officiers qui visaient ce poste (et sous celle de leurs influents patrons), le comte le relève de son commandement en 344. Il refait le voyage de Constantinople pour obtenir des services de l'empereur la confirmation de son affectation, ce qu'il obtient. Il commande le fort de Dionysias jusqu’en 351, date à laquelle il prend sa retraite de l'armée. Il s'installe à Philadelphie (Rubayyat), une petite ville à l’autre bout du Fayoum, où furent découvertes ses archives au XIXe siècle.

## Missions de l'AlaVPraelectorum

La position du Fayoum en Égypte.

Les missions de l'Ala V Praelectorum  sont connues par les archives personnelles d'Abinnaeus qui couvrent les années 342 à 351. 
La ville de Dionysias est située à l'extrémité occidentale de la dépression du Fayoum, que l'on nommait à l'époque le nome Arsinoïte. L'unité était basée dans un fort de briques crues, d'environ 80 × 90 m, muni de tours carrées saillantes aux angles et de tours semi-circulaires au centre des courtines ou encadrant la porte, construit sous Dioclétien à l'ouest du vieux temple pharaonique du dieu-crocodile Sobek. Ce fort regarde vers le désert Libyque, et sa fonction est de protéger la ville —  mais aussi toute la région qui s'étend vers l'est — des raids bédouins en provenance du désert. 
Les archives d'Abinnaeus ne font jamais allusion à des raids de nomades, ni à des opérations militaires classiques. Le préfet devait fournir et commander lui-même des détachements à l’intendant des domaines impériaux pour la collecte des impôts dans le nome. Mais son activité principale semble bien avoir été limitée à des tâches de police ou de gendarmerie. On venait porter plainte auprès d’Abinnaeus pour vol ou coups et blessures, que ce soit contre des inconnus ou contre des voyous nommément désignés (un certain Apion apparaît dans plusieurs plaintes), ou contre les abus de pouvoir que se permettent les propres hommes du préfet. Selon la formule stéréotypée des dépôts de plaintes, il appartenait au préfet de les transmettre aux services du duc, responsable du maintien de l’ordre au niveau provincial.

## Archives d'Abinnaeus
Abinnaeus avait pris soin de classer et de conserver ses archives sur papyrus, qui furent découvertes de manière fortuite par des paysans à la fin du XIXe siècle. Parvenues en deux lots sur le marché des antiquités au Caire en 1892 et à Médinet el-Fayoum en 1893, elles sont aujourd’hui conservées à la bibliothèque de l’Université de Genève et à la British Library de Londres. Elles furent publiées en 1962.